# Anomalophylla huashanica
Anomalophylla huashanica är en skalbaggsart som beskrevs av Ahrens 2005. Anomalophylla huashanica ingår i släktet Anomalophylla och familjen Melolonthidae. Inga underarter finns listade i Catalogue of Life.